# Каваляускас, Йонас Йонович
Йонас Йонович Каваля́ускас (1920—2007) — советский литовский актёр. Народный артист Литовской ССР (1976). Лауреат Сталинской премии третьей степени (1952).

## Биография
Й. Каваляускас родился 10 декабря 1920 года в Каунасе. В 1942—1949 годах актёр Каунасского ДТ, студию которого окончил в 1944 году. В 1949—1993 годах актёр ГАДТ Литовской ССР. В 1953—1960 и 1989—1995 годах преподавал в Литовской консерватории. Й. Каваляускас умер 19 октября 2007 года в Вильнюсе.
Дочь — актриса Каунасского ДТ Юлия Каваляускайте (1948—2005).

## Творчество

### Роли в театре
- «Дядя Ваня» А. П. Чехова — Иван Петрович Войницкий
- «Гамлет» Шекспира — Клавдий
- «Король Лир» Шекспира — Глостер
- «Незабывемый 1919-й» В. В. Вишевского — матрос Володька Шибаев

### Фильмография
- 1956 — Мост — Томас
- 1968 — Когда я был маленьким — актёр
- 1975 — Тревоги осеннего дня — эпизод
- 1977 — Почему плакали сосны? — хозяин явочной квартиры
- 1980 — Карьера Дичюса — Глямжа
- 1981 — Тайна Эндхауза — врач
- 1988 — Корни травы — старый ксёндз

## Награды и премии
- Медаль ордена Великого князя Литовского Гядиминаса (2006)[1]
- Орден Трудового Красного Знамени (1954)[2]
- Народный артист Литовской ССР (1976)
- Сталинская премия третьей степени (1952) — за исполнение роли Шибаева в спектакле «Незабываемый 1919-й» В. В. Вишневского